# District Buzău
Buzău is een Roemeens district (Roemeens județ) in de historische regio Walachije (Roemeens Valahia), met als hoofdstad Buzău (149.025 inwoners). De gangbare afkorting voor het district is BZ.

## Demografie
In het jaar 2002 had Buzău 496.214 inwoners en een bevolkingsdichtheid van 81 inwoners per km².

### Bevolkingsgroepen
Van de 496.214 inwoners zijn er 98% Roemeen. Roma's zijn met een aandeel van 2% de grootste minderheid.

## Geografie
Het district heeft een oppervlakte van 6103 km².

## Aangrenzende districten
- Prahova in het westen
- Ialomița in het zuiden
- Brăila in het oosten
- Vrancea in het noorden
- Covasna en Brașov in het noordwesten

## Steden
- Buzău
- Râmnicu Sărat
- Nehoiu
- Pogoanele
- Pătârlagele